# جائزة أبو القاسم الشابي
جائزة أبو القاسم الشابي هي جائزة أدبية تونسية أنشأت في 1984، وهي تابعة للبنك التونسي وتشرف عليها وزارة الشؤون الثقافية.

تمنح الجائزة سنويا للقصة أو الشعر أو المسرح أو الرواية، وسميت باسم الشاعر التونسي أبو القاسم الشابي تكريمًا له.

## التاريخ
تأسست هذه الجائزة سنة 1984 من طرف أبو بكر المبروك (الرئيس السابق للبنك التونسي) وأحمد عبد السلام (المؤرخ والمؤسس للجامعة التونسية) والطاهر قيقة (الكاتب والباحث والخبير لدى اليونسكو والألكسو) وعبد الرزاق الرصاع (الوزير السابق والرئيس المدير العام السابق للبنك التونسي) وعز الدين المدني (الكاتب والرئيس السابق للمهرجانات الدولية في وزارة الثقافة ومستشار وزير الشؤون الثقافية).

## الفائزون بالجائزة
| الدورة                      | تاريخ التسليم  | الفائز                 | العمل الأدبي                                                      | الدولة   | المصدر |
| --------------------------- | -------------- | ---------------------- | ----------------------------------------------------------------- | -------- | ------ |
| 17                          | 2003           | الروائي علي بدر        |                                                                   | العراق   |        |
| 18                          | 2004           | الروائية سميحة خريس    |                                                                   | الأردن   |        |
| 19                          | 2005           |                        |                                                                   |          |        |
| 20                          | 2006           | الروائي بوراوي عجينة   |                                                                   | تونس     |        |
| 21                          | 2007           |                        |                                                                   |          |        |
| 22                          | 2008           | الروائي هزاع البراري   | النص المسرحي «قلادة الدم»                                         | الأردن   |        |
| 23                          | 2009           | الشاعر علاء عبد الهادي | ديوان «مهملٌ تستدلون عليه بظل»                                     | مصر      |        |
| 24                          | 2010           |                        |                                                                   |          |        |
| 25                          | 2011           | الروائي يوسف المحيميد  | رواية «الحمام لا يطير في بريدة»                                   | السعودية | [ 2 ]  |
| حجبت الجائزة بين 2012 و2016 |                |                        |                                                                   |          |        |
| 26                          | 6 يناير 2017   | الشاعر قاسم حداد       | ديوان «أيها الفحم يا سيدي»                                        | البحرين  | [ 3 ]  |
| 27                          | 5 يناير 2018   | الكاتب حمادي صمود      | كتاب «طريقي إلى الحرية»                                           | تونس     | [ 4 ]  |
| 28                          | 4 يناير 2019   | الشاعر رفعت سلام       | ترجمته ديوان أوراق العشب للشاعر الأمريكي والت ويتمان للغة العربية | مصر      | [ 5 ]  |
| 29                          |                |                        |                                                                   |          |        |
| 30                          | 24 نوفمبر 2024 | الشاعر شربل داغر       | ديوان «يغتسل النثر في نهره»                                       | لبنان    | [ 6 ]  |